# Scopula corrivallaria
Scopula corrivallaria là một loài bướm đêm trong họ Geometridae.